# HK MP5冲锋枪
HK MP5系列是由德國軍械廠黑克勒&科赫所設計及製造的衝鋒槍，是黑克勒&科赫最著名及製造量最多的槍械產品。由於該系列衝鋒槍獲多國的軍隊、保安部隊、警隊選擇作為制式槍械使用，因此具有極高的知名度。

## 設計

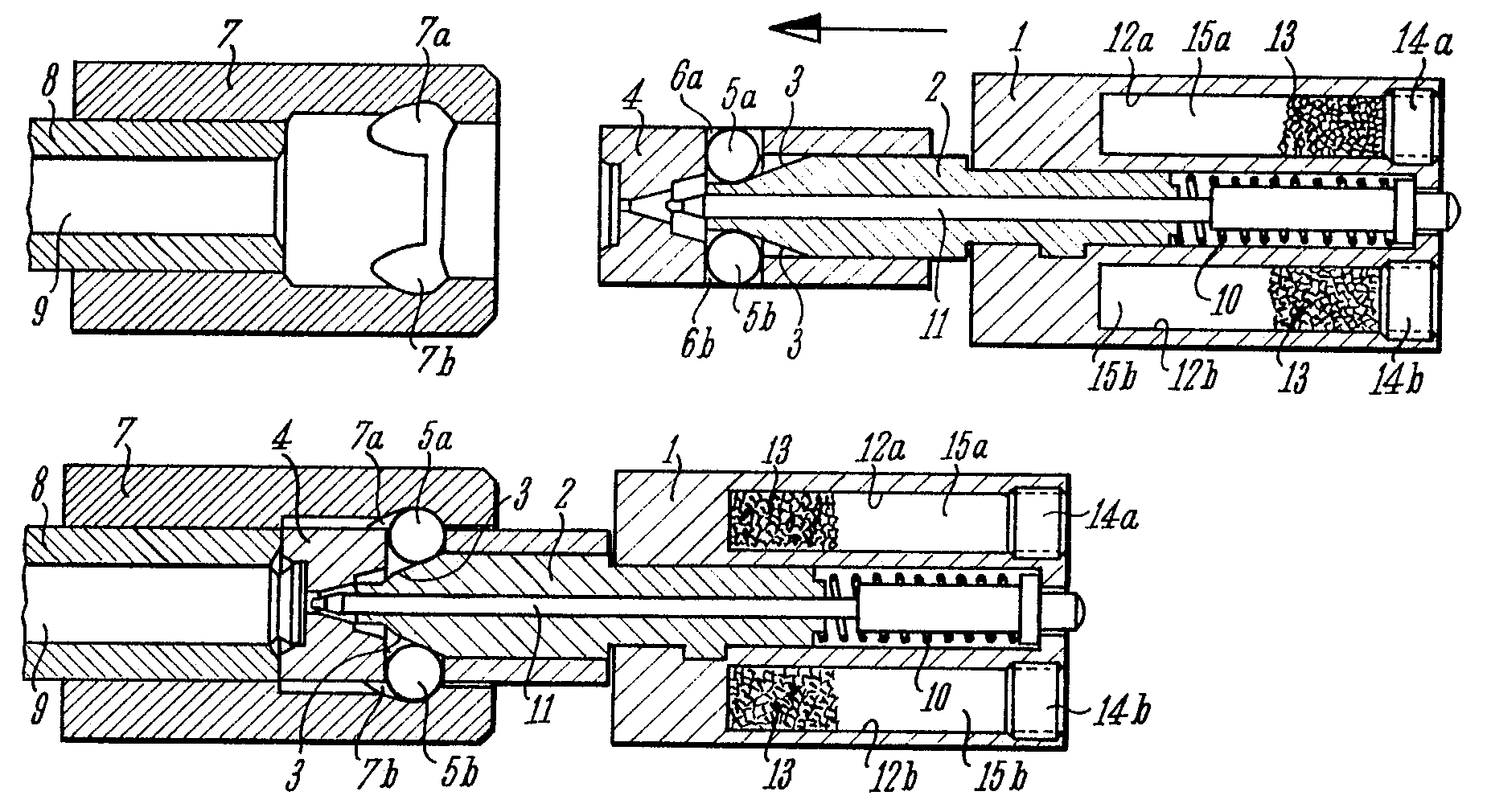
滾輪延遲反沖式的專利圖片。

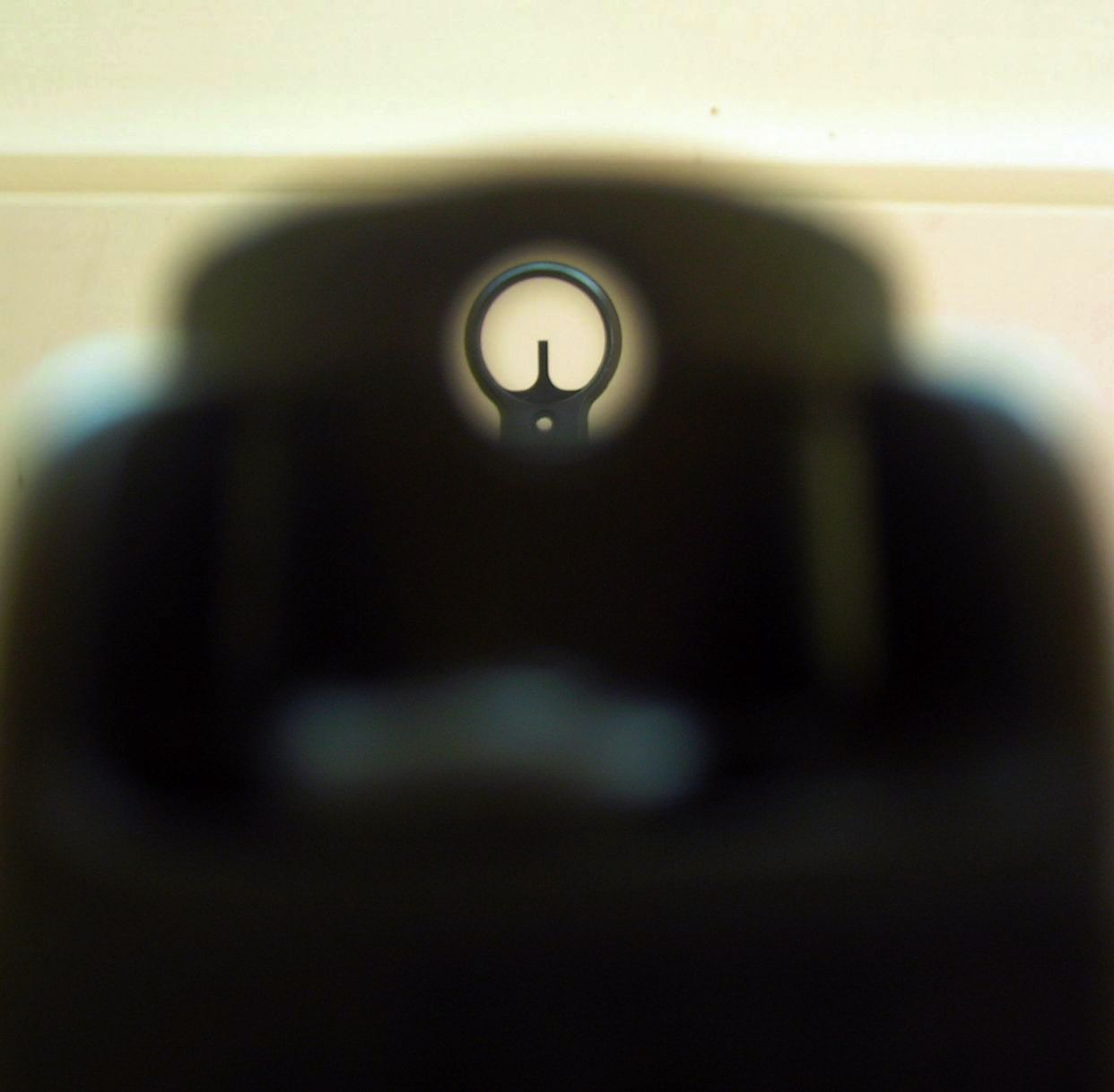
MP5的瞄準器

雖然第一次世界大战後，體積較步槍細小，可快速全自動射擊的衝鋒槍漸漸興起，可是它們都採用了開放式槍栓的設計，在構造上較簡單，有利作大量生產，維護也較容易。但由於槍機在直接反衝作用下，槍械的重心在發射時有較大改變，連射時槍口的跳動幅度較大，所以射擊精確度不佳，主要依賴連射速度彌補單發精度不足，在自動步槍仍未普及的年代，衝鋒槍作為單兵武器所提供的射速，是當時手動步槍或半自動步槍所無法比擬的，其精度不足相對而言並不太重要。然而二戰後自動步槍在各國軍隊日益普及，於是H&K公司計劃開發一種主要供執法用途的衝鋒槍，其精確度因此需要提高。
MP5的設計源於HK G3自動步槍，採用結構複雜的滾輪延遲反沖式槍栓，利用滾輪閉鎖機構延遲開鎖，射擊時槍口跳動較小，大大提高準確性。MP5所採用的滾輪延遲反衝式技術源自二次大戰晚期納粹德國的StG45(M)，該設計後來演變為西班牙的CETME自動步槍，並於1950年代後期被作為G3自動步槍的原型。
MP5的標準型發射9×19公釐帕拉貝倫彈，採用塑料固定槍托或金屬伸縮槍托，配15或30發彈匣，它的射擊選擇桿有多种發射選擇摸式，包括全自動、半自動、兩或三發點放。
雖然MP5有高精度、後座力低及威力適中的優點，但其結構複雜，對維護保養的要求較高，單價也較高昂，所以多用於應用環境較佳的警用單位，而在同期於軍事單位的普及性則不如史特林衝鋒槍及烏茲衝鋒槍這類精度較低，但價格較低，維護保養容易的衝鋒槍。MP5使用手槍子彈雖然在可能發生的混戰或匪徒脅持人質的場面中防止誤殺隊友或人質，但無法有效貫穿防彈衣，而且射程不遠，難以應付較遠距離配備防彈裝備的敵人。
MP5可透過更換扳機組來更改擊發模式，可使用的扳機組如下：
- S-E-F：單邊保險-半自動-全自動
- 0-1：雙邊保險-半自動
- 0-1-2：雙邊保險-半自動-兩點發
- 0-1-3：雙邊保險-半自動-三點發
- 0-1-D：雙邊保險-半自動-全自動
- 0-1-2-D：雙邊保險-半自動-兩點發-全自動
- 0-1-3-D：雙邊保險-半自動-三點發-全自動[1]

## 歷史
MP5的原設計來自1964年黑克勒&科赫以HK G3的設計縮小而成HK54衝鋒槍項目（Project 64）。
HK54中的“5”代表H&K的第五代衝鋒槍，“4”則解為使用9×19毫米手槍子彈，在西德政府採用後正式命名為MP5（Maschinenpistole），瑞士也在同年成為MP5的第一个外國用戶。雖然MP5設計精巧及性能優異，但也因其與當代的衝鋒槍相比下太具革命性，成本也太昂貴，故在推出後的10多年間除了德瑞兩國正式採用以外就沒有獲得太多訂單，這個困境一直到1977年漢莎航空181號班機劫機事件和1980年伊朗大使館包圍戰兩次的人質危機後才得到逆轉。當時裝備MP5的GSG 9及SAS在新聞直播之下順利解決事件，為H&K和MP5提供了極為有效的免費“宣傳”，自此MP5便成為了多國軍隊、警隊及保安部隊的制式冲锋枪，而黑克勒&科赫亦不斷改良及開發更多衍生型，至今已有超過120多种版本。在1990年後期，H&K更推出了為特定用戶開發的10毫米Auto及.40 S&W版本（MP5/10及MP5/40）。從1980年代至21世紀初，MP5系列一直保持著其用戶數量及作為衝鋒槍的領導地位。踏入21世紀，考慮到越來越多恐怖份子和犯罪份子已穿著防彈衣甚至佩戴防彈盔，以美國為首的特種作戰部隊和執法機關戰術單位開始以短管的小口徑突擊步槍取代無法打穿防彈裝備的衝鋒槍作為近戰槍械。
MP5在土耳其、希臘、巴基斯坦和沙特阿拉伯等國家都有授權製造，同時也有很多未授權生產的版本，包括中華人民共和國中國北方工業公司和建設集團的NR-08／CS/LS3型冲锋枪、伊朗國防工業組織的Tondar衝鋒槍，以及由美國小型槍廠拼裝的SWA5衝鋒槍等。沒有原廠授權的仿製品大多都品質參差不齊，造工普遍較粗糙，零件互換性較低，可靠性也較低，但因為非HK原廠的產品並不受德國對武器出口的嚴格管制，同時價格也較低廉，所以仍有不少第三世界國家和受國際制裁的政權購買使用。
2015年，黑克勒&科赫推出了MP5 MLI中期改進，推出了MP5的HKey護木、加裝於機匣頂部的北約附件導軌及RAL8000綠棕色外觀。

## 型號

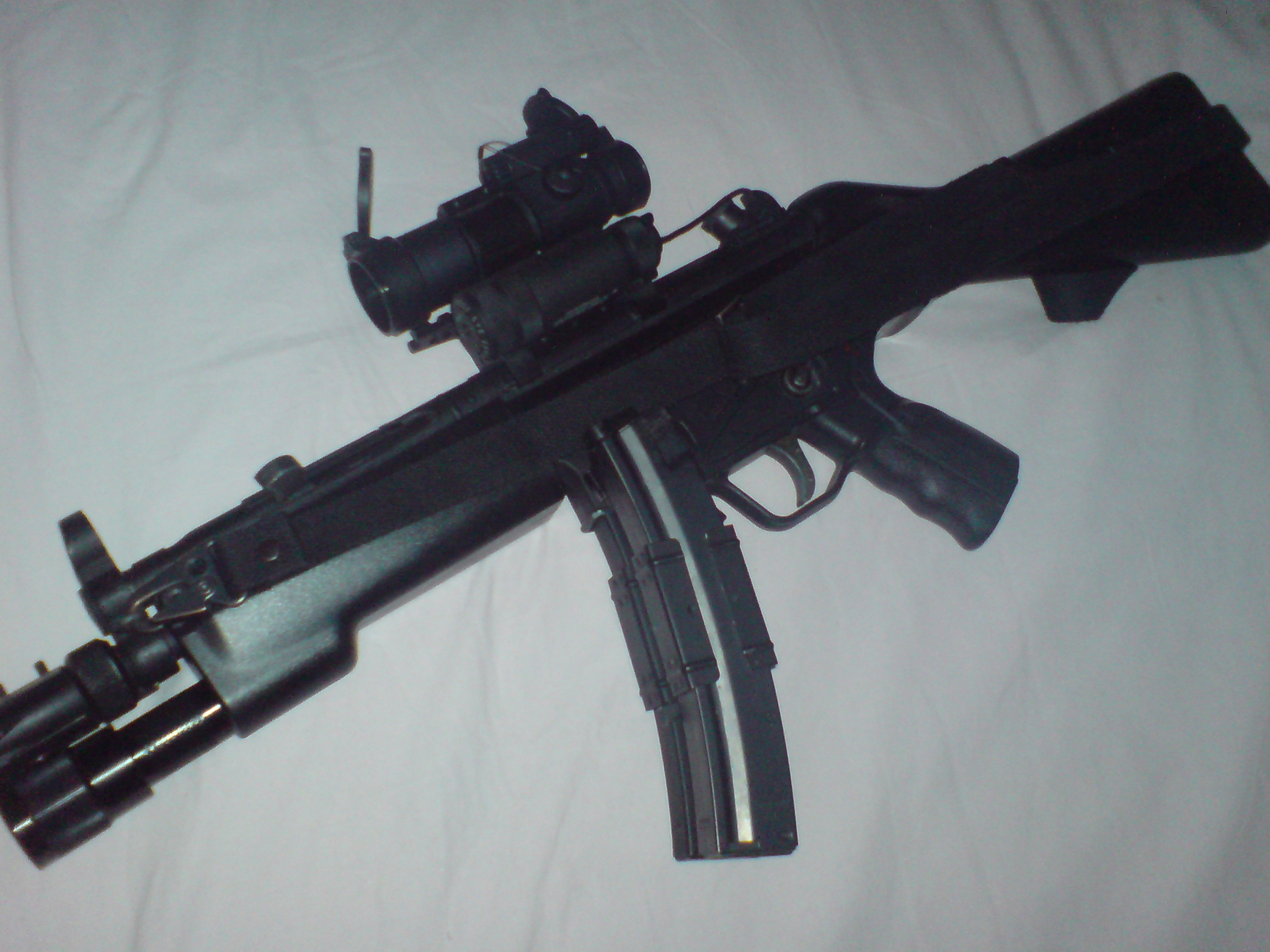
MP5A2

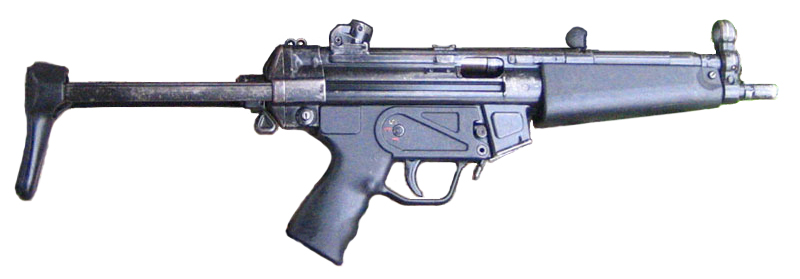
MP5A3

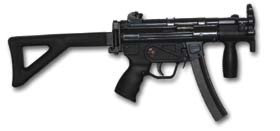
MP5K-PDW

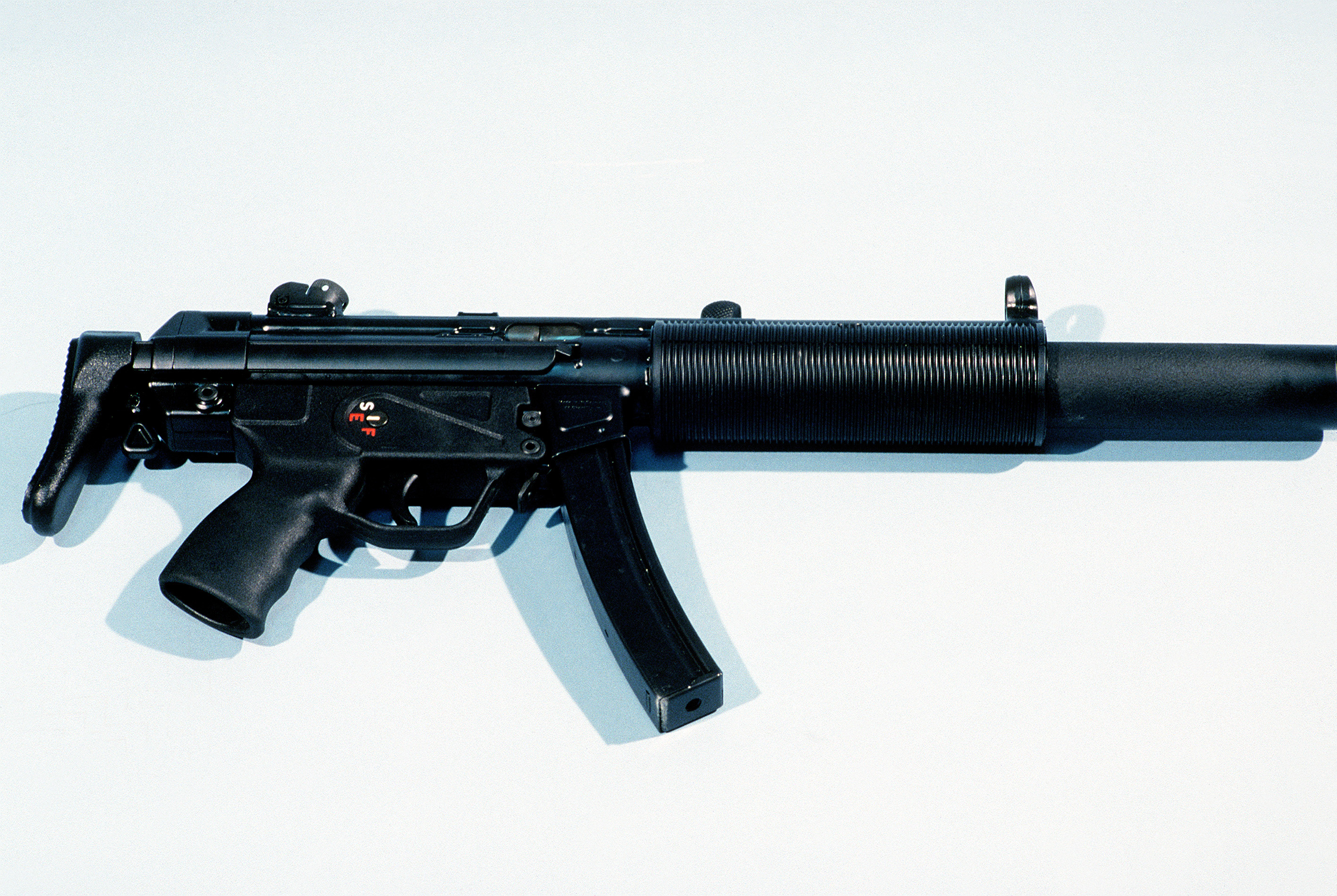
MP5SD3

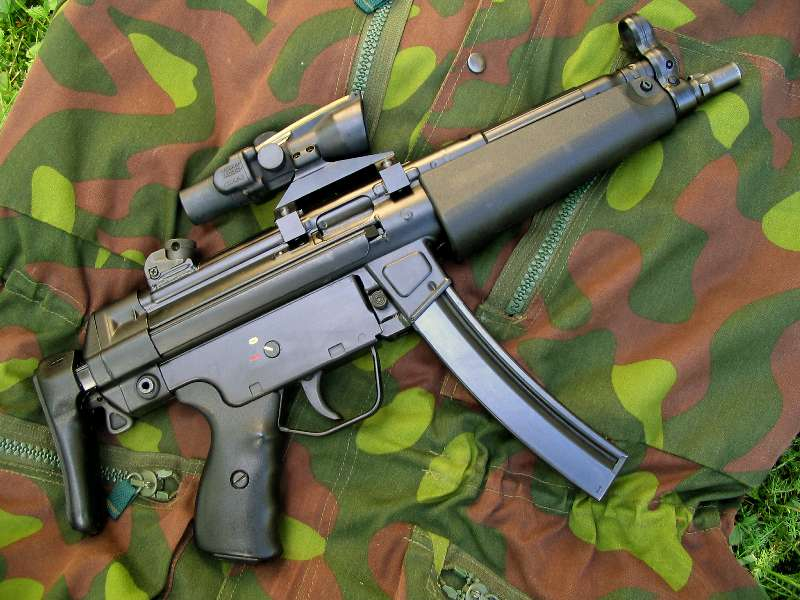
HK94K

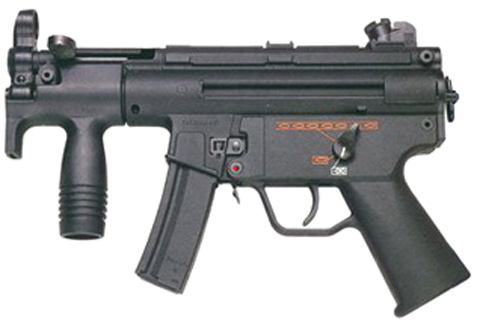
MP5K

註：伸縮槍托為金屬製造、固定及摺疊槍托使用塑料製造。

### 軍用型

#### A - 基本型
- MP5A1：可安裝附件的槍口；海軍版扳機／「SEF」，使用直型彈匣。
- MP5A2：固定槍托，海軍版扳機／「SEF」。
- MP5A3：伸縮槍托，海軍版扳機／「SEF」，最廣泛使用的MP5型號。
- MP5A4：固定槍托，A2的可三點發扳機版本。
- MP5A5：伸縮槍托，A3的可三點發扳機版本。

#### SF - 半自動型
- MP5SFA2：改用0-1扳機組的MP5A2。
- MP5SFA3：改用0-1扳機組的MP5A3。

#### 特製型
- MP5N：專為美國海軍（「N」代表「Navy」，海軍）製造，裝有海軍版專用「SEF」扳機、前護木有金屬防滑紋，防海水腐蝕，三叉型槍口可裝上消聲器、伸縮槍托。
- MP5F：專為法國軍隊及警隊（「F」代表「French」，法國）製造，主要修改為加長了槍托形狀，使其無法像一般MP5的伸縮槍托一樣完全縮短至緊貼機匣尾部，而是在縮短至最短狀態時尚有少量長度，可以作緊急的抵肩射擊，並且於槍托前部增加了槍帶掛點，槍托尾部改為加厚的橡膠緩衝墊，加固了機匣的結構以增強於發射高壓彈藥時的可靠性和耐久度，以及加長了選射杆以方便操作。
- MP5J：專為日本警隊（「J」代表「Japan」，日本）製造，使用0-1-3-D扳機組。
- MP5/10：專為美國聯邦調查局製造的型號（一些執法部門也有採用），發射10毫米Auto，有A2、A3和N的版本，已停產但仍享有HK的售後服務。
- MP5/40：專為美國聯邦調查局製造的型號，發射.40 S&W，已停產。
- MP5 RAS：裝上導軌系統的MP5。
- MP5公事包型號：內藏MP5K的公事包，可由公事包提把上的按制連動扳機發射。

#### K - 短型
- MP5K：超短型MP5；裝有前握把、全長只有325毫米、「SEF」。
- MP5KA1：裝有簡易片形照門的MP5K；「SEF」。
- MP5KA4：MP5K的可三點發版本，全MP5系列最小的型號。
- MP5KA5：MP5KA1的可三點發版本。
- MP5K-N：專為美國海軍製造的型號，裝有海軍版專用「SEF」扳機、防海水腐蝕，三叉型槍口可裝上消聲器，沒有槍托。
- MP5K-PDW：MP5K的個人防衛武器版本；加裝摺疊槍托、可裝上消聲器的三叉型槍口及三點發，於1991年首次推出。購買時可特別指明要求改用UMP式摺疊槍托。

#### SD - 消音型
- MP5SD1：裝有整體槍管消聲器；無槍托；海軍版扳機／「SEF」。
- MP5SD2：裝有整體槍管消聲器、固定槍托；海軍版扳機／「SEF」。
- MP5SD3：裝有整體槍管消聲器、伸縮槍托；海軍版扳機／「SEF」。
- MP5SD4：MP5SD1的可三點發扳機版本。
- MP5SD5：MP5SD2的可三點發扳機版本。
- MP5SD6：MP5SD3的可三點發扳機版本。
- MP5SD-N：MP5SD的海軍版本、KAC護木、不鏽鋼整體槍管消聲器；伸縮槍托。

### 民用型
- HK94：美國本土發售的民用型版本，配有單發/保險扳機及16寸槍管，有三種不同版本-A2、A3及SG1，已停產但至今還可以用5,000美元或以上的高價買到。值得一提的是，大量半自動的HK94A2/A3被割短長管和改裝過，在1980年代至1990年代的動作片出現以代表全自動的MP5。扳機組設計經修改以令其無法使用全自動扳機組，亦因此槓桿式彈匣釋放桿被移除。
- SP89：M1989運動手槍（Sport Pistole M1989）。民用型MP5K、特別製造的前護木以符合美國在1989年的法例，已停產。
- SP5K：於2016年7月推出並於美國以手槍形式限量推出的MP5K民用型，使用0-1半自動扳機，扳機組設計經修改以令其無法使用全自動扳機組，亦因此槓桿式彈匣釋放桿被移除[3]。
- SP5：於2019年12月2日在美國以手槍形式推出的MP5民用型，從德國直接進口，使用0-1半自動扳機，不設槍托，配有MP5K照門，同時設有1/2×28螺紋及三叉型槍口，並恢復了於以往在民用型中被移除的槓桿式彈匣釋放桿[4][5]。
- SP5K-PDW：於2020年8月5日在美國以手槍形式推出的MP5K民用型。與在2019年推出的SP5一樣，SP5K從德國直接進口，配置相同，並設有槓桿式彈匣釋放桿[6]。因加上了1/2×28螺紋及三叉型槍口，槍管長度稍增至148毫米（5.83英吋）[7]。
- SP5L：於2021年3月12日在美國以手槍形式推出的MP5民用型。細節與SP5一樣，並改用16.57英吋槍管，以讓用家無需向ATF登記即可換上槍托[8]。

### 非原廠生產型號

#### 獲授權生產版本
- EAS MP5：希臘國防系統（英语：Hellenic Defence Systems）（EAS）獲授權生產的版本。
- MKE MP5：土耳其機械和化學工業公司（MKE）獲授權生產的MP5，有MP5A3、A2、K等部分型號。
  - Z-5：Zenith自MKE進口的MP5。
- PK-9：巴基斯坦軍械工廠（英语：Pakistan Ordnance Factories）（POF）獲授權生產的版本。
- MP5：沙地阿拉伯軍事工業公司（英语：Military Industries Corporation）（MIC）獲授權生產版本。
- MAS MP5F：法國聖艾蒂安兵工廠（英语：Manufacture d'armes de Saint-Étienne）（MAS）獲授權生產的MP5F。

#### 仿製版本
- MP-10：特種武器（Special Weapons）生產的另一版本的MP5，另有民用型SP-10。
- DIO Tondar、Tondar Sabok：分別為伊朗國防工業組織（英语：Defense Industries Organization）（DIO）未授權仿製的MP5A3及MP5K。
- Tihraga：蘇丹製MP5，由MIC工廠生產。
- SEDENA MP5：由墨西哥國防部秘書處（英语：Secretariat of National Defense (Mexico)）生產的版本。
- INDEP MP5：葡萄牙INDEP（英语：國家國防工業）公司生產的版本。
- 塞爾維亞仿製MP5K。
- MPT9：伊朗DIO工廠的MP5、MP5K仿制版本，有MPT9S/9 mm LIGHT其他型號。[9]。
- NR-08：中華人民共和國的未授權仿製版，由北方工業生產，目前已知裝備在重慶閃電反恐突擊隊。
- CS/LS3：同樣是中華人民共和國的未授權仿制版，由中国兵器装备集团生產，目前已知裝備在广西公安特警队。
- Brügger & Thomet MP5：由瑞士Brügger & Thomet公司生產的MP5。
- GSG-5：由德國運動槍有限公司研製及生產的一種.22口徑半自動民用型卡賓槍。
- SWA5：美國特種武器（Special Weapons）生產的仿製版本[10][11]
- PTR 600系列：由美國PTR生產的仿製型。
- D54系列：由美國Dakota Tactical生產的仿製型。
- P5系列：由美國TPMoutfitters生產的仿製型MP5。
- PSA5：由美國Palmetto State Armory仿製，並採用了Magpul MP5配件。[12]。

## 使用國家/地區

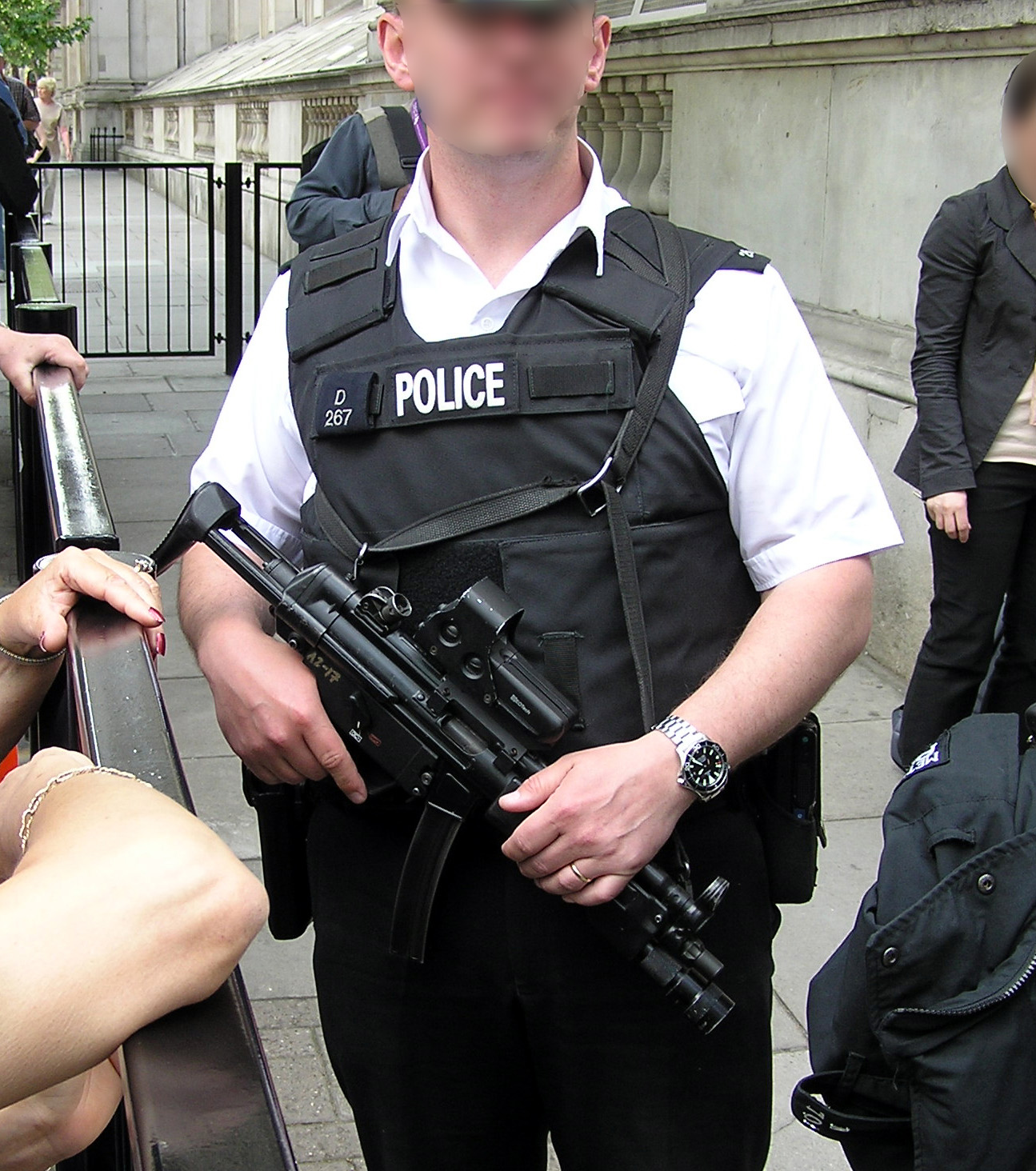
倫敦都市警部槍械授權警員使用MP5SFA3

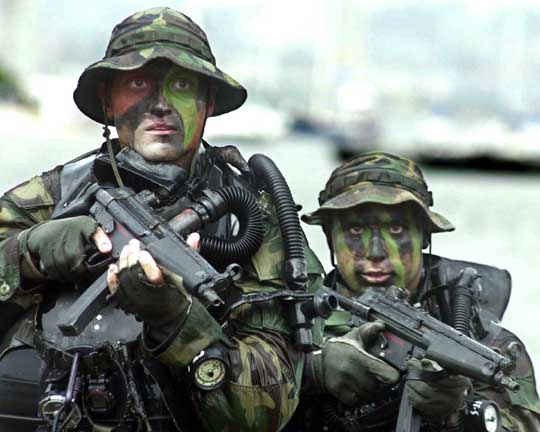
海豹突擊隊裝備的MP5N

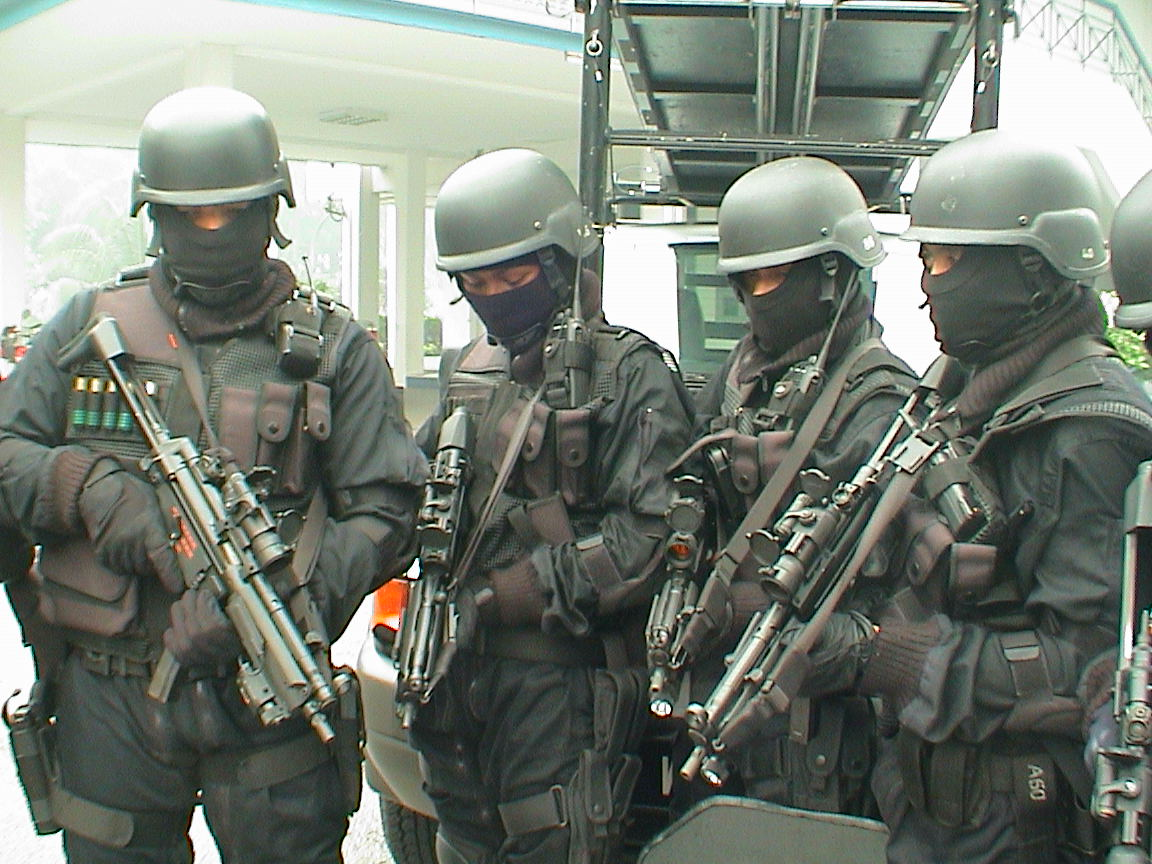
馬來西亞特警裝備的MP5A5

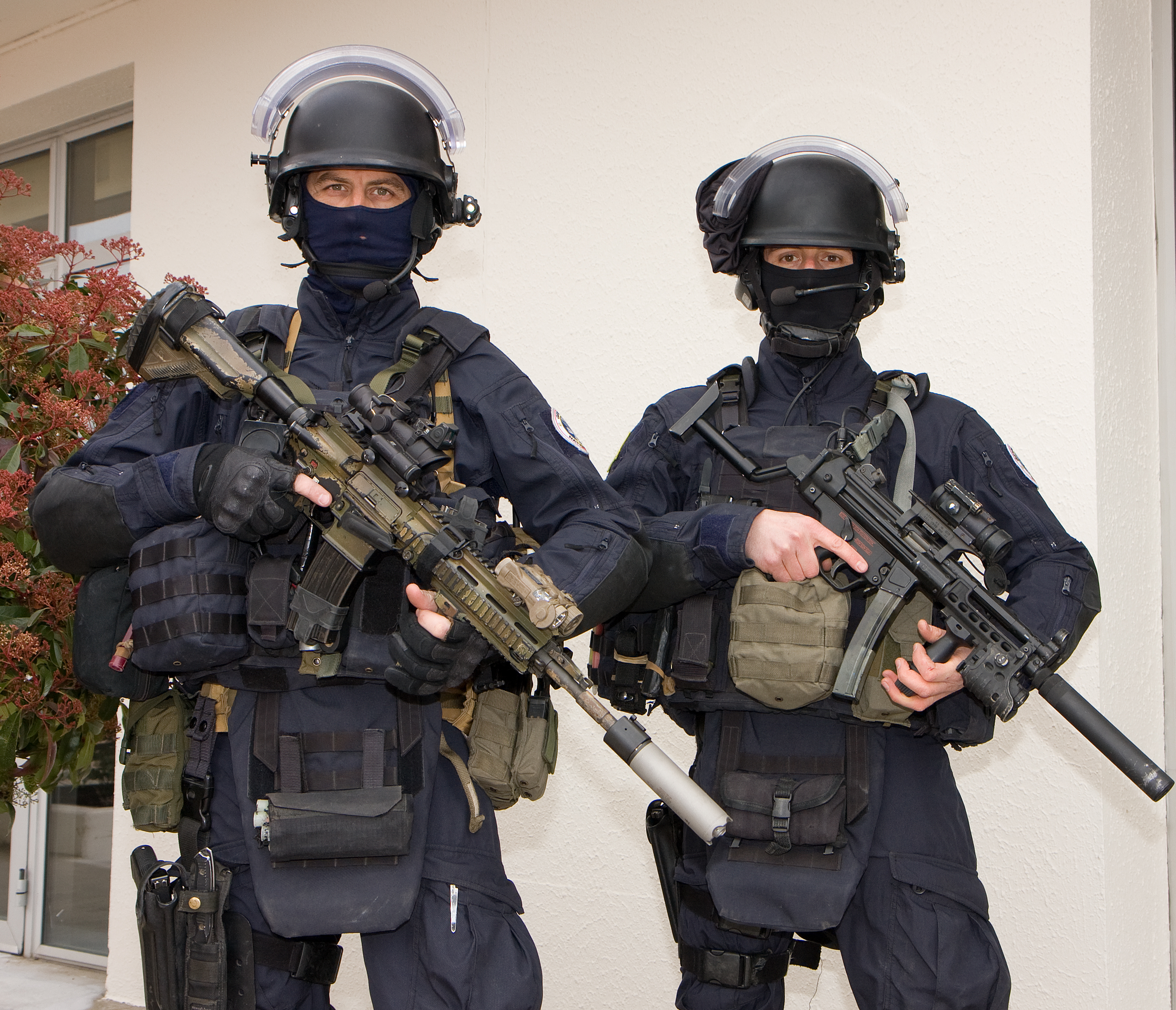
兩名國家憲兵干預組隊員，他們分別手持HK416突擊步槍和HK MP5

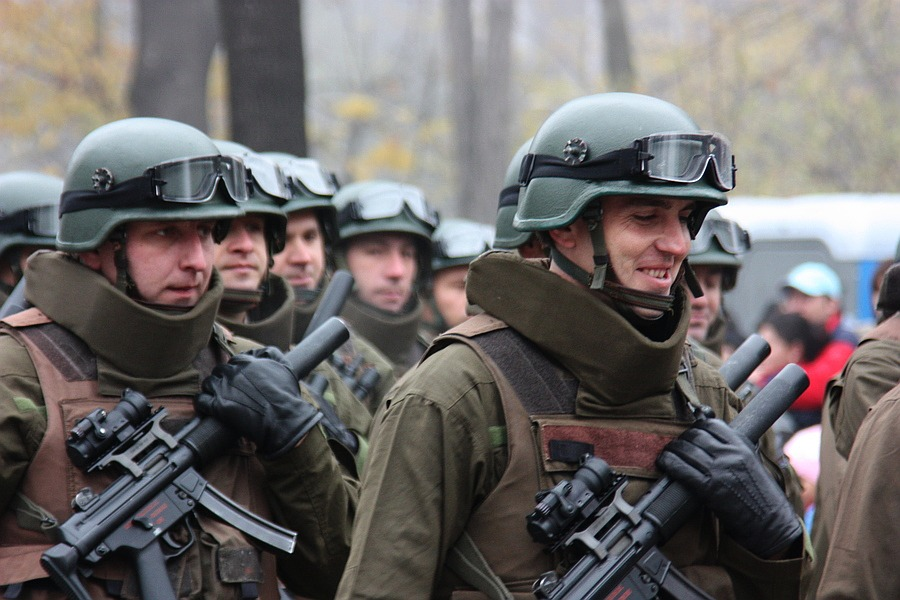
羅馬尼亞士兵裝備的MP5SD

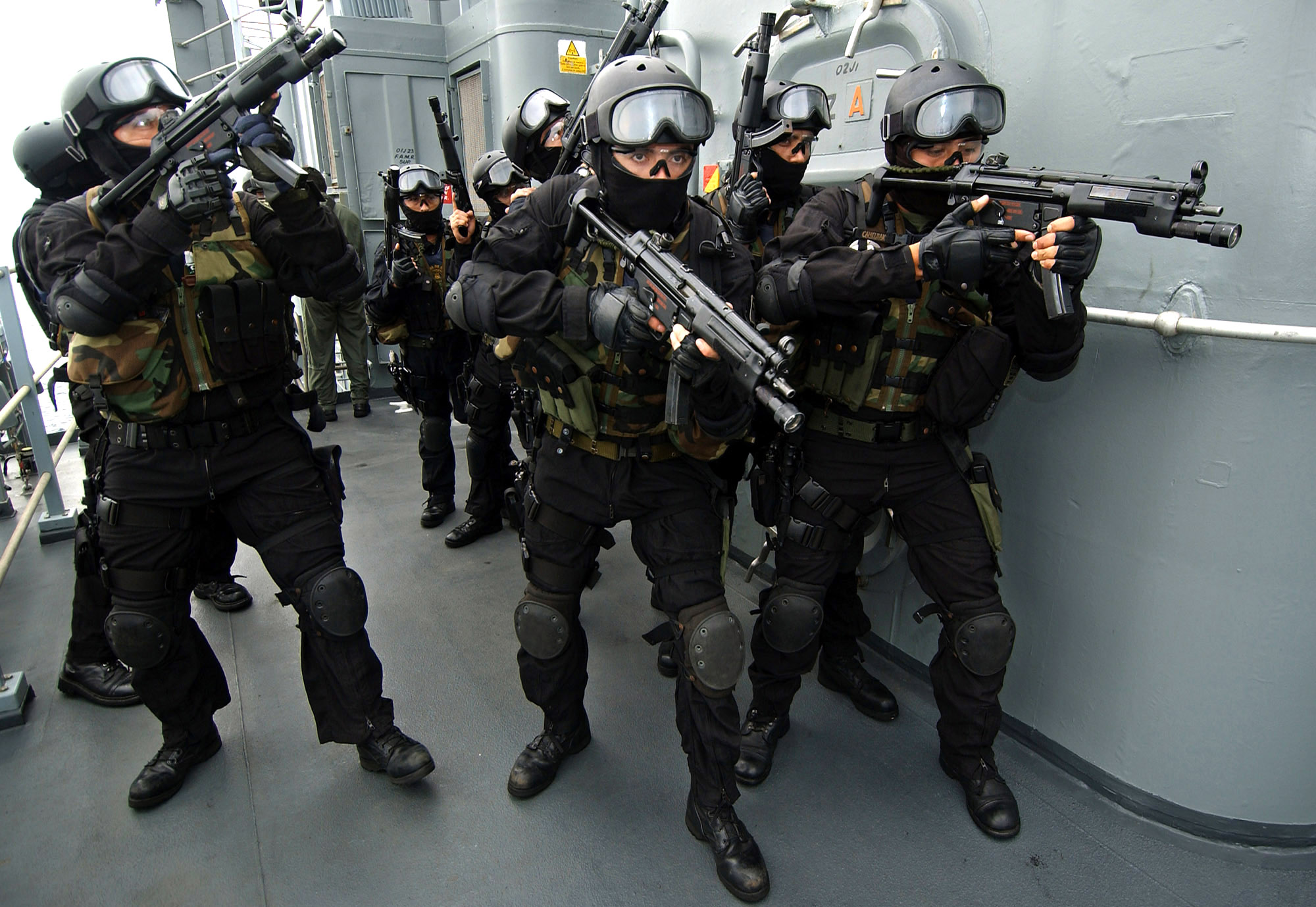
智利海軍特種部隊使用MP5A5

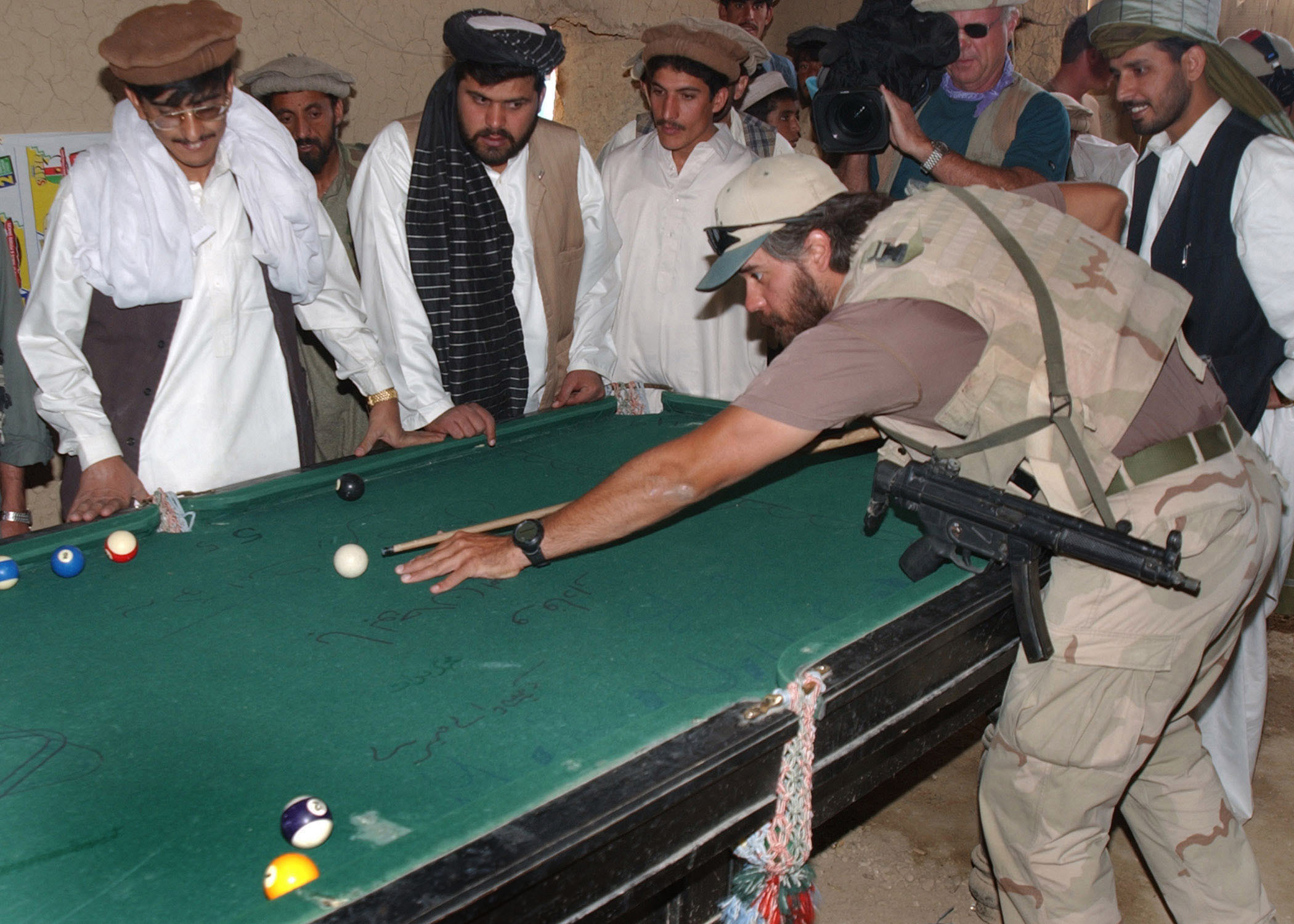
美軍特種部隊攜帶的MP5A3

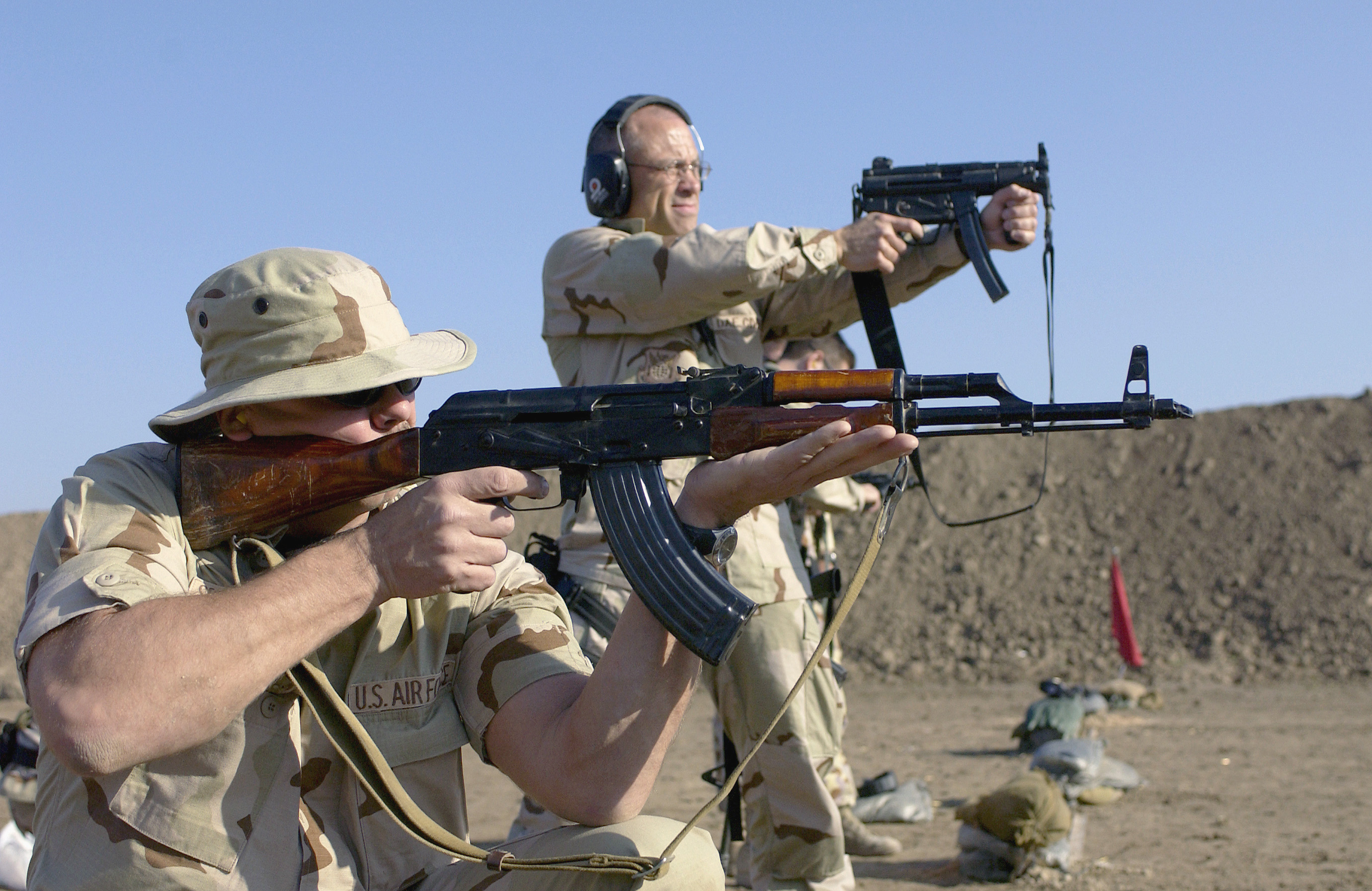
美國空軍的武器訓練，兩人分別使用MP5K和AKM突擊步槍

- 阿尔巴尼亚
  - 阿爾巴尼亞警察（英语：Albanian Police）武裝份子掃蕩部門（英语：RENEA）
- 阿尔及利亚
  - 空降突擊師
  - 國家安全局特別干預組
- 安道尔
  - 警察干預小組
- 阿根廷
  - 阿根廷武裝部隊
  - 特警單位
- - 澳洲國防軍
    - 特種作戰司令部
    - 澳洲皇家空軍機場防守衛隊（英语：Airfield Defence Guards）
    - 澳洲皇家海軍

  - 各地區的警察戰術群（英语：Police Tactical Group）
- 奥地利
  - 奧地利聯邦內政部眼鏡蛇作戰司令部
- - 內部警衛隊
- 巴哈马
- 巴林
- - 孟加拉武裝部隊（英语：Military of Bangladesh）
    - 孟加拉海軍（英语：Bangladesh Navy）特殊戰潛水和打撈部隊（英语：Special Warfare Diving And Salvage）

  - 特種武器和戰術部隊（英语：SWAT (Bangladesh)）
  - 孟加拉警察（英语：Bangladesh Police）迅速行動營（英语：Rapid Action Battalion）
- 白俄羅斯：主要裝備土耳其MKE廠仿製型。
  - 白俄羅斯內務部鑽石反恐特別單位[13][14]
  - 白俄羅斯共和國國家安全委員會阿爾法小組[15]
- 比利时
  - 比利時聯邦警察（英语：Federal Police (Belgium)）特警單位
- 巴西
  - 巴西武裝部隊特種部隊
  - 巴西聯邦警察
  - 里約熱內盧軍事警察（英语：Military Police of Rio de Janeiro State）特別警察行動營
- 保加利亚
  - 聯合特種作戰司令部（英语：68th Special Forces Brigade (Bulgaria)）
  - 特警單位
- 柬埔寨
  - 柬埔寨王家陸軍特種部隊司令部
  - 保鏢單位
- 喀麦隆
- 加拿大
  - 加拿大軍隊第2聯合特遣部隊
  - 加拿大皇家騎警
  - 各地區特警單位
  - Bruce Power核能反應組
- 智利
- 中华人民共和国：由於歐盟武器禁運，僅装备少量，且所使用的大部分为當地仿製型。
  - 公安特警單位（其仿製型NR-08與CS/LS3型衝鋒鎗）
  - 武警特警学院
- - 特警單位
- 哥伦比亚
- - 克羅地亞內務部（英语：Ministry of the Interior (Croatia)）盧科反恐單位（英语：Lučko Anti-Terrorist Unit）
- 古巴
  - 軍方和執法機構特種部隊[16]
- 賽普勒斯
- 捷克
  - 捷克共和國武裝部隊（英语：Army of the Czech Republic）
  - 捷克共和國警察迅速行動營（英语：Útvar rychlého nasazení）
- 东德
  - 德國人民警察第9連[17]
- 丹麦
  - 丹麥國防軍
  - 丹麥警察
- 刚果民主共和国
- - 總統衛隊
- - 厄瓜多爾國家警察
- 埃及
  - 埃及陸軍第777部隊（英语：Unit 777）
  - 特警單位
- 薩爾瓦多
- 爱沙尼亚
- 斐济
- 芬兰
  - 芬蘭國防軍
  - 芬蘭警察（英语：Law Enforcement in Finland）
  - 芬蘭邊防軍（英语：Finnish Border Guard）
- 法國
  - 法國武裝部隊
    - 法國外籍兵團
    - 法國特種作戰司令部（英语：Special Operations Command (France)）
    - 國家憲兵干預組

  - 法國國家警察
- 德国
  - 德國聯邦國防軍特種部隊
  - 德國聯邦警察
  - 德國州警察（英语：Landespolizei）特別行動突擊隊
  - 德國聯邦海關（英语：Bundeszollverwaltung）
- 希腊
  - 希臘武裝部隊
  - 希臘警察特別反恐單位（英语：Special Anti-Terrorist Unit (Greece)）
- 香港：香港警方在1970年代後期跟隨英軍選用MP5[18]，早期只由特別任務連等特警單位專用，後來大量採購及擴展為一般單位都裝備，全面取代史特林衝鋒槍。2017年11月，黑克勒&科赫公司拒絕香港警方在年初採購一批MP5衝鋒槍和配件的请求[19]。德國媒體DPA於2016年11月曾引述一名黑克勒&科赫不具名高層稱公司希望只向北約成員國或北約夥伴國當中的民主且非腐敗政府售賣槍械。香港保安局局長李家超拒绝就报道发布评论，并表示市场仍有很多选择，此事不会影响执法机构运作[20]，輿論認為香港人權狀況近年倒退是被德國廠商拒售的原因[21][22]。黑克勒&科赫公司在2019年6月證實因應香港近月政局（反送中運動）決定不再向香港警方供應MP5及配件[23][24]，該廠商亦稱其道德標準是不向任何正發生衝突或參與衝突的國家輸出槍械[25]。德國政府因中國實施《港區國安法》及香港的自由及自治受到侵蝕，在2020年7月28日對香港實施武器禁運[26]。香港警隊於2017年向美國採購了一批SIG MPX衝鋒槍意圖取代MP5，但美國在2020年6月29日單方面認為香港已經「一國一制」宣布禁止向香港輸出軍事裝備[27]。
  - 香港警務處
    - 警察總區
      - 衝鋒隊（SFA2）

    - 水警總區（A3）
      - 小艇分區

    - 有組織罪案及三合會調查科（SFA2）
    - 毒品調查科（SFA2）
    - 刑事部
      - 跟蹤支援隊（A3、SK）

    - 保安部
      - 保護證人組（A3、K）
      - 要員保護組（A3、K）

    - 警察機動部隊總部
      - 特別戰術小隊（A3）
      - 特別任務連（A3、SD3、K、K-PDW）

    - 機場警區
      - 機場特警組（A3）

    - 鐵路警區
      - 鐵路應變部隊（A3）

    - 反恐怖活動及內部保安組
      - 反恐特勤隊（A3、A5）

  - 香港海關（SFA3）
- 匈牙利
  - 匈牙利國防軍
  - 反恐中心
- 冰島
  - 冰島海岸警衛隊（英语：Icelandic Coast Guard）
  - 危機應變部隊
  - 維京小組（英语：Víkingasveitin）
- 印度
  - 印度陸軍
  - 印度海軍突擊隊（英语：MARCOS）
  - 印度警察局（英语：Indian Police Service）國家安全衛隊（英语：National Security Guards）
  - 馬哈拉斯特拉警察（英语：Maharashtra Police）第1部隊（英语：Force One (Mumbai Police)）
  - 地方警察特警單位
  - 特別保護局（英语：Special Protection Group）
- 印度尼西亞
  - 印尼陸軍特種部隊司令部（英语：Kopassus）
  - 印尼海軍蛙人司令部（英语：KOPASKA）
  - 印尼空軍第90布拉沃分遣隊（英语：Bravo Detechment 90）
  - 印尼國家警察（英语：Indonesian National Police）
- 伊朗：使用DIO仿製版本。
  - 伊朗伊斯蘭共和國武裝部隊
  - 伊朗伊斯蘭共和國執法司令部（英语：Law Enforcement Command of the Islamic Republic of Iran）
- 伊拉克
- 伊拉克库尔德斯坦
- 愛爾蘭
  - 愛爾蘭陸軍遊騎兵聯隊
  - 愛爾蘭軍事情報局（英语：Directorate of Military Intelligence (Ireland)）
  - 愛爾蘭和平衛隊特別警探單位（英语：Special Detective Unit）
  - 愛爾蘭和平衛隊緊急應變單位（英语：Garda Emergency Response Unit）
- 義大利
  - 義大利武裝部隊特種部隊
  - 義大利國家警察（英语：Polizia di Stato）
  - 卡賓槍騎兵特別干預組
- 牙买加
  - 牙買加警察部隊（英语：Jamaica Constabulary Force）
- 日本
  - 陸上自衛隊特殊作戰群（SD6）
  - 海上自衛隊特別警備隊（A5）
  - 日本警察廳多個部門（包括：特殊急襲部隊、特殊搜查班、特殊犯捜査系、各都道府縣槍械對策部隊及皇宮警察本部）
  - 海上保安廳特殊警備隊
- 约旦
- - 國家安全委員會特種部隊[28]
- - 肯尼亞警察（英语：Kenya Police）
- 科索沃
- 科威特
- 拉脫維亞
  - 拉脫維亞國家軍隊（英语：Latvian National Armed Forces）特種部隊
- 黎巴嫩
  - 黎巴嫩海軍（英语：Lebanese Navy）海軍突擊隊（英语：Marine Commandos）
- 利比亞
- 列支敦斯登
  - 特警單位
  - 保安部隊
- 立陶宛
  - 立陶宛军队
  - 立陶宛警察反恐特別行動單位（英语：ARAS (Lithuania)）
- 盧森堡
  - 大公國警察（英语：Grand Ducal Police）特別單位（英语：Unité Spéciale de la Police）
- 澳門
  - 治安警察局多個部門（包括：特警隊、保護重要人物及設施組、特別行動組、特別巡邏組）
  - 司法警察局
  - 懲教管理局
- 马来西亚
  - 馬來西亞武裝部隊
  - 馬來西亞皇家警察
  - 馬來西亞監獄署
  - 馬來西亞皇家海關（英语：Royal Malaysian Customs）
- 馬爾他
  - 馬耳他武裝部隊（英语：Armed Forces of Malta）
  - 特警單位
- 模里西斯
- 墨西哥
  - 墨西哥武裝部隊特種部隊
  - 墨西哥聯邦警察（英语：Federal Police (Mexico)）
- 蒙古国
  - 蒙古國陸軍084特別任務營（英语：084th Special Task Battalion）
- 蒙特內哥羅
- 摩洛哥
  - 摩洛哥皇家陸軍（英语：Royal Moroccan Army）
  - 摩洛哥皇家海軍
  - 摩洛哥皇家憲兵（英语：Royal Moroccan Gendarmerie）
- 荷蘭
  - 荷蘭軍隊
  - 荷蘭皇家憲兵隊
  - 荷蘭國家警察（英语：Law enforcement in the Netherlands）
- 尼泊尔
- 尼加拉瓜
- 新西兰
  - 紐西蘭陸軍特種空勤團
  - 紐西蘭警察（英语：New Zealand Police）特別戰術組（英语：Special Tactics Group）
- 尼日尔
- 奈及利亞
- 北馬其頓
  - 北馬其頓警察（英语：North Macedonian Police）特別任務單位
  - 北馬其頓共和國陸軍（英语：Army of the Republic of North Macedonia）特別行動團
- 北賽普勒斯
- 挪威
  - 挪威國防軍（已被MP7所取代[29]）
  - 挪威警察局（英语：Norwegian Police Service）
- 阿曼
- 巴基斯坦：採用POF合法生產版本。
  - 巴基斯坦武裝部隊
  - 特警單位
  - 機場保安部隊
  - 要員保護單位
- 巴拿马
- 秘魯
- 菲律賓
  - 菲律賓武裝部隊
  - 菲律賓國家警察
- 波蘭
  - 波蘭軍隊
    - 波蘭憲兵（英语：Military Gendarmerie (Poland)）
    - 特種軍司令部（英语：Polish Special Forces）

  - 波蘭內政部（英语：Ministry of Interior and Administration (Poland)）
  - 波蘭內部安全局（英语：Agencja Bezpieczeństwa Wewnętrznego）
  - 波蘭警察（英语：Policja）
- 葡萄牙
  - 葡萄牙武裝部隊
  - 葡萄牙治安警察局（英语：Polícia de Segurança Pública）特別行動組
- 中華民國
  - 中華民國國軍
    - 中華民國陸軍高空特種勤務中隊
    - 中華民國海軍陸戰隊特勤隊
    - 憲兵特勤隊

  - 內政部警政署
    - 維安特勤隊（2014年以前有部分是使用SWA5衝鋒槍，警政署後續將該批SWA5衝鋒槍於2014年後替換為SIG MPX衝鋒槍及德國HK原廠MP5A5型號[30]）
    - 各地區霹靂小組單位
      - 台北市刑事警察大隊特勤中隊
      - 高雄市刑事警察大隊特勤中隊

  - 國家安全局特勤中心
  - 中華民國海洋委員會海巡署偵防分署海巡特勤隊
- 塞族共和國
  - 特別反恐單位
- 羅馬尼亞
  - 羅馬尼亞陸軍特種作戰營
  - 羅馬尼亞情報局（英语：Romanian Intelligence Service）反恐旅（英语：Brigada Antiteroristă）
- 俄羅斯
  - 俄羅斯聯邦安全局特別用途中心（A3、MLI）[31][32]
  - 俄羅斯聯邦武裝力量特種作戰部隊[33]
- 沙烏地阿拉伯
  - 沙特皇家武裝部隊特種部隊（採用合法生產版本）
  - 特警單位（採用合法生產版本）
- 塞爾維亞
  - 塞爾維亞武裝部隊
    - 特別旅（英语：Special Brigade）
    - 眼鏡蛇憲兵作戰營（英语：Military Police Battalion Cobra）

  - 塞爾維亞內務部
    - 反恐特别部隊
    - 反恐單位（英语：Counter-Terrorist Unit (Serbia)）
- 新加坡
  - 新加坡武裝部隊
    - 特別行動特遣隊（英语：Special Operations Task Force）

  - 新加坡警察部隊
- 斯洛伐克
  - 斯洛伐克警察（英语：Law enforcement in Slovakia）
- 斯洛維尼亞
  - 斯洛文尼亞武裝部隊（英语：Slovenian Armed Forces）
  - 斯洛文尼亞國家警察（英语：Law enforcement in Slovenia）
- 南非
  - 南非國防軍特種部隊旅（英语：South African Special Forces）
  - 南非警察局（英语：South African Police Service）特別任務部隊
- - 大韓民國陸軍第707特殊任務團
  - 大韓民國海軍特戰戰團
  - 各地區警察特攻隊
- 西班牙
  - 西班牙陸軍（英语：Spanish Army）
  - 西班牙海軍
  - 西班牙國家警察（英语：National Police Corps）特別行動組（英语：Grupo Especial de Operaciones）
- 斯里蘭卡[34]
- 苏丹：採用合法生產版本
- 瑞典
  - 瑞典國防軍特別行動任務組
  - 瑞典警察（英语：Swedish Police Authority）
- 瑞士
  - 瑞士陸軍第10陸軍偵察分隊
  - 瑞士空軍第17傘降偵察連（英语：Parachute Reconnaissance Company 17）
  - 特警單位
- 泰國
  - 泰國皇家海軍特種作戰司令部（英语：Naval Special Warfare Command (Thailand)）
  - 泰國皇家警察
- 千里達及托巴哥
- 突尼西亞
- 土耳其：採用MKE合法生產版本。
  - 土耳其武裝部隊
  - 安全總局（英语：General Directorate of Security (Turkey)）
- 乌克兰：包括土耳其MKE廠仿製型。
  - 烏克蘭武裝部隊
  - 總統衛隊
  - 烏克蘭內務部
    - 烏克蘭國家警察

  - 烏克蘭安全局阿爾法小組[35]
  - 烏克蘭邊防局
- 阿联酋
- 联合国
  - 安全服務隊
- 英国
  - 英國武裝部隊
    - 英國陸軍皇家憲兵
    - 英國陸軍特別偵察單位（英语：Special Reconnaissance Unit）
    - 皇家海軍陸戰隊
    - 英國特種部隊（A3、A5、SD、K）
      - 英國陸軍第22空降特勤團
      - 英國皇家海軍舟艇特勤團

  - 倫敦都市警部
    - 特種槍械司令部（SFA3）
    - 槍械授權警員（SF）

  - 多個地區的武裝警察單位
  - 北愛爾蘭警察局
- 美国
  - 美國武裝部隊
    - 美國海軍陸戰隊（A5）
    - 美國特種作戰司令部
      - 美國陸軍第75游騎兵團（已退役）
      - 美國海軍三棲特戰隊（N、KN、SDN）
      - 美國陸軍第1特種部隊D作戰分遣隊（A3、SD3）
      - 美國海軍特種作戰開發群（N、KN、SDN）

  - 聯邦調查局（A3、MP5/10）
  - 美國特勤局
  - 美國菸酒槍炮及爆裂物管理局
  - 美國緝毒局
  - 美國邊境巡邏隊
  - 大量聯邦及地方執法機關
- 乌拉圭
- 梵蒂冈
  - 瑞士近衛隊
  - 梵蒂岡憲兵
- 委內瑞拉
- 越南
  - 越南人民公安局（英语：Vietnam People's Public Security）（為巴基斯坦及土耳其仿製型）
- 南斯拉夫
  - 警察單位
- 尚比亞

## 軼事

赤軍旅的標誌

MP5出現在恐怖組織赤軍旅的標誌當中，其生存遊戲槍也非常的普遍並受到某些玩家的喜愛。
在第一人稱射擊遊戲之中，自MP5於維爾福軟體公司推出的《半條命》遊戲出現以後，不少射擊遊戲都會出現其身影。
在尼泊爾王室槍擊事件當中，MP5為王儲狄潘德拉發動襲擊時所使用的武器之一。

## 流行文化
MP5系列也出現在許多電影、電視劇、電子遊戲和動畫當中，並常常作為作品中登場的特種部隊隊員或精兵所持有的武器，不過有時也會落入平民及恐怖份子手上。當中部份作品亦展示了該槍的特殊上膛方式“HK拍擊”（HK Slap）。

### 電影
- 1985年—《第一滴血續集》：型號為HK94，改裝至類似於MP5A3並裝上瞄準鏡，為約翰·藍波（席維斯·史特龍飾演）在出動前準備的其中一件武器，會使用“HK拍擊”上膛。該槍在藍波著陸期間連同一半裝備丢失了。
- 1986年—《變蠅人II（英语：The Fly II）》：型號為HK94A3，改裝至類似於MP5A3，由研究所的守衞所使用。
- 1988年—《終極警探》：型號為MP5A3，原由恐怖份子使用，後來被約翰·麥克連（布魯斯·威利飾演）繳獲使用。
- 1990年—《終極警探2》：型號為MP5A3和MP5K，原由恐怖份子使用，後來被約翰·麥克連（布魯斯·威利飾演）繳獲使用（後發現其發射空包彈）。
- 1991年—《逃學威龍》：型號為MP5A3，由周星星（周星馳飾演）在內的特別任務連幹員所使用。
- 1991年—：型號為HK94，改裝至類似於MP5A3，由特種武器和戰術部隊隊員所使用。
- 1992年—：型號為MP5A3和MP5K，由袁浩雲（周潤發飾演）、江浪（梁朝偉飾演）、Johnny Wong的手下和皇家香港警察特別任務連的幹員所使用。
- 1995年—：型號為HK94A3（用作充當MP5A3），由洛杉磯警察局特種武器和戰術部隊員所使用。
- 1995年—《終極警探3》：型號為MP5K，由恐怖份子使用，其中在船上被宙斯·卡佛（山繆·傑克森飾演）繳獲使用但未開保險。
- 1996年—《絕地任務》：由美國海軍海豹突擊隊所使用。
- 1997年—《空軍一號》：型號為MP5A3，由美國總統及劫機的恐怖份子所使用。
- 1999年—：型號為MP5K，由湯瑪斯·“尼奧”·安德森（基努李維飾演）雙持使用，會使用“HK拍擊”上膛。
- 2001年—：型號為MP5A3，由UH60L黑鷹通用直升機超級64號駕駛員麥可·杜蘭特（朗·艾達飾演）所使用。
- 2002年—《重裝任務》：型號為MP5A3和MP5K，由“清道夫”們所使用。
- 2002年—：型號為MP5K，裝上紅點鏡，由保護傘公司的突擊隊員所使用。
- 2003年—：型號為MP5A3及MP5K，由墨洛溫（藍柏·威爾森飾演）的手下所使用，會使用“HK拍擊”上膛。
- 2003年—：型號為MP5K，裝上紅點鏡並移除了前握把，由莫菲斯（勞倫斯·費許朋飾演）雙持使用。
- 2003年—
- 2003年—：MP5A4由特種武器和戰術部隊員所使用，而MP5K則由暴徒所使用。
- 2004年ㄧ《神鬼認證：神鬼疑雲》：型號為MP5A3與MP5SD3，由德國聯邦警察第九國境守備隊所使用。
- 2004年—《惡靈古堡2：啟示錄》：兩支鍍銀上機匣的MP5K由艾莉絲（蜜拉·喬娃薇琪飾演）所使用；MP5A3由S.T.A.R.S.隊員所使用。
- 2005年—：型號為MP5A2、MP5A3及MP5K，由國際刑警探員所使用。
- 2005年—：型號為MP5A3，由特種武器和戰術部隊員所使用。
- 2006年—：型號為MP5K PDW，由伊森·韓特（湯·告魯斯飾演）所使用。
- 2006年—：型號為MP5A3，裝上電筒和激光指示器，由特種武器和戰術部隊員所使用。
- 2006年—：型號為MP5A3及MP5A4，前者裝上紅點鏡，由唐·金的手下所使用，後者由特種武器和戰術部隊員所使用。
- 2007年—：型號為MP5A3，由巴西特別警察行動營上尉納西門圖所使用。
- 2008年—《謊言對決》：型號為MP5A3和MP5K-PDW，前者由英國武裝特警隊員所使用，後者由約旦特種部隊幹員所使用。
- 2009年—：型號為MP5SD6，由一名生還者所使用。
- 2010年—《突擊（英语：L'Assaut）》：型號為MP5A3，由法國國家憲兵干預組幹員所使用。
- 2010年—《惡靈古堡4：陰陽界》：MP5K由艾莉絲（蜜拉·喬娃薇琪飾演）所使用。
- 2010年—《浴血任務》：型號為MP5K和MP5K-PDW，前者由托爾·羅德（蘭迪·寇楚飾演）所使用，後者由李·聖誕（傑森·史塔森飾演）所使用。
- 2011年—《沙漠神兵》：型號為MP5SD3、MP5KA4及MP5A5，裝上各種戰術配件，由法國海軍突擊隊員所使用。
- 2012年—：型號分別為MP5A2及MP5A4。MP5A2由多名在哥斯達黎加的營救行動中的武裝份子所使用；MP5A4則由墨西哥特種部隊幹員所使用。
- 2012年—《00:30凌晨密令》：型號為MP5A2，由一名槍手所使用。
- 2013年—《全面攻佔：倒數救援》：型號為MP5A3，裝上瞄準鏡和戰術燈，由北韓恐怖份子所使用，亦曾被主角邁克·班寧（傑拉德·巴特勒飾演）所繳獲。
- 2014年—《國定殺戮日：無法無天》：型號為MP5A3和MP5K，由殺戮者所使用，其中一把A3亦被主角李歐·巴恩斯（法蘭克·葛里洛飾演）所繳獲。
- 2014年—：型號為MP5A3、MP5K、MP5KA1和MP5KA5：
  - MP5A3由「陰陽」（李連杰飾演）、「死亡醫生」（衛斯里·史奈普飾演）和敵軍所使用。
  - MP5K在布加勒斯特由敵方守衛所使用。
  - MP5KA1由「死亡醫生」和敵軍所使用。
  - MP5KA5裝上MP5K-PDW式槍托和低視度照準器並由索恩（格倫·鮑威爾飾演）所使用。
- 2014年—：為MP5A3，配備戰術導軌護木，裝上抑制器、EOTech XPS2全息瞄準鏡和前握把等配件，於故事後期由泰迪（馬頓·索柯斯飾演）所使用。
- 2015年—：型號為MP5A3和MP5SD3，兩者均由亞歷杭德羅·吉利克（班尼西歐·狄奧·托羅飾演）所使用，並被裝上Aimpoint Comp（英语：Aimpoint Comp）紅點鏡，前者更換了戰術導軌護木。一支裝上SureFire電筒的MP5A3亦由一名毒犯所使用。
- 2015年—：型號為MP5D3、MP5KA1和MP5K PDW。
  - MP5SD3於故事開頭由蘭斯洛特（傑克·達文波特飾演）所使用。
  - MP5KA1噴上了雪地塗裝並裝上ASG Super Xenon 16085槍燈，普遍地由里奇蒙·范倫坦（山謬·傑克森飾演）的手下所使用，其中一枝被主角蓋瑞·「伊格西」·安文（泰隆·艾格頓飾演）所繳獲。
  - MP5K PDW同樣噴上了雪地塗裝並由里奇蒙·范倫坦的手下所使用。
- 2016年—《全面攻佔2：倫敦救援》：型號為MP5A3及MP5K：
  - MP5A3由倫敦警察和恐怖份子所使用。
  - MP5K由恐怖份子所使用，也被美國總統班傑明·亞瑟（艾倫·艾克哈特飾演）所繳獲。
- 2016年—：型號為MP5K，由吉米（沙托·科普利飾演）在妓院裡槍戰時所使用。

### 電視劇
- 《極限權利系列》
- 《系列》
- 《系列》
- 《末日孤艦第三季》
  - MP5SD3於第四集由美國海軍内森·詹姆斯號驅逐艦滲透鵬主席官邸的艦長及陸戰隊員所使用。
- 《魷魚遊戲》
  - MP5A5由生存遊戲之士兵所使用。
- 《高堡奇人》
  - 由納粹士兵所使用。
- 《天地有情》
  - MP5A3由抓捕林义海（庞祥麟饰演）的中華民國警察所使用。

### 電子遊戲
- 1998年—及其资料片与：型号为MP5SD，命名為「9毫米衝鋒槍」，使用30发弹匣供彈但奇怪的装填50发弹药，并与9毫米手枪共用备弹，奇怪地空倉重新裝填後玩家角色不會為槍械上膛。裝上了M203榴彈發射器并最多可携带10发榴弹。造型上缺失了拉机柄、枪托以及榴弹发射器的扳机座与扳机。
- 1998年—：在遊戲進行中可取得的武器以及所需彈藥。
- 1999年—：型號為MP5N，命名為「K&M衝鋒槍」，第一人稱視角中的武器模組採用鏡像佈局（拉機柄與拋殼口位於同一邊）。
- 2000年—：命名為「MP5 SD3」，是最初始的枪支。
- 2002年—《全球行動（英语：Global Operations）》：可選購額外彈匣或是瞄準鏡以及滅音器。
- 2002年—《Soldat》：第2件主要武器。
- 2002年—：為MP5SD，僅出現於連線版。
- 2002年—：命名為「MP5 A3」，同样是最初始的枪支。
- 2003年—：型號為MP5N，命名為「K&M衝鋒槍」，第一人稱視角中的武器模組採用鏡像佈局（拉機柄與拋殼口位於同一邊）。刪除片段中具有可使用的戰術燈。
- 2004年—：型號為MP5N，命名為「K&M衝鋒槍」，與前作最大區別為在第一人稱視角中終於把該槍的抛殼口修正至在機匣右邊（左手持槍時為左邊），不再採用鏡像佈局。
- 2004年—《俠盜獵車手：聖安地列斯》：命名為「衝鋒槍（SMG）」。
- 2004年—
- 2005年—《真實計劃》：型號為MP5A3。
- 2006年—：被归类为冲锋枪，在多个关卡中被精英守卫使用。
- 2007年—：型號為MP5N与MP5K-PDW：
  - MP5N为隨遊戲登場武器，命名為「K&M衝鋒槍」，由於模型是繼承自CS1.6版本因此第一人稱視角中的武器模組採用鏡像佈局（拉機柄與拋殼口位於同一邊）。另有為迎接虎年而設的改型、戰損版及C-Box限定的黃金槍身型。
  - MP5K-PDW以“Balrog-III”的虛構武器登场，枪身上拥有魔怪装饰。加装全息瞄准镜但奇怪的反向安装。武器模組不再採用鏡像佈局。使用30发弹匣供弹，持续射击超过15发后将不会再消耗弹匣内的弹药而是消耗备弹进行射击，伤害减半但是射速大幅提高，同时在弹着点会产生小型爆炸。停止射击时效果重置。
- 2007年—及重製版：型號為MP5N及MP5SD3（使用消音器後），命名為「MP5」，在戰役關卡“Crew Expendable”開頭拔槍時玩家角色“肥皂”會使用“HK拍擊”上膛。戰役模式時由英國陸軍特種空勤團、美國空軍、俄羅斯極端民族主義黨武裝勢力和中東某國叛軍所使用。在聯機模式時於等級1解鎖，並能加裝紅點鏡、ACOG瞄準鏡和消音器。
- 2007年—：型號為MP5A3，命名為「Viper 5」。在第一人稱視角中的武器模組採用鏡像佈局（拋殼口及槍機拉柄都在左邊）。
- 2008年—《穿越火線》：型号为MP5A3与MP5KA4：
  - MP5A3命名为“MP5”，使用30发弹匣供彈，无军衔限制，可使用9,000GP购买并永久使用，并拥有多种改型。
  - MP5KA4命名为“MP5K A4”：使用30发弹匣供彈，无军衔限制，可使用9,000GP购买并永久使用，玩家角色會使用“HK拍擊”上膛，奇怪的打空弹匣后或重新裝填时拉机柄会自动锁定。
- 2008年—：型號為MP5SD6，命名為“MP5 SD”。武器模組採用鏡像佈局（拋殼口跟拉機柄都在左邊）。
- 2008年—：型号为MP5K，由城市警察（CPF）所属的SWAT所使用，同时亦可以由女主角绯丝·康纳斯于敌人手中所缴获。
- 2008年—《戰地之王》：型號為MP5A3，以基本武器供應，適當的穩定度，適中的準確度，扎實的傷害力，評價優良。另外还有euro购买的MP5K-PDW，可升级成可改造的MP5K Rail。随后推出升级版MP5K MOD 0。另外还有一个消音版MP5SD。
- 2009年—及重製版：型號為MP5K， 命名為「MP5K」，裝有皮卡汀尼導軌平台，拔槍時玩家角色會使用“HK拍擊”上膛（重製版中則在空倉重新裝填後玩家角色也會使用“HK拍擊”上膛），戰役模式中由141特遣隊、俄羅斯極端民族主義黨武裝力量、聯邦安全局特種部隊、俄羅斯內衞部隊及巴西武裝團匪所使用。在聯機模式時於等級4解鎖，並能使用各類配件進行改裝。
- 2009年—：繼承自，型號為MP5N，命名為「H&K MP5」，只在德國版出現，奇怪地30發彈匣內可裝填50發子彈，附有手電筒。
- 2009年—《惡靈古堡5》：型號為MP5A3，命名為「H&K MP5」，裝備有不可用的紅點瞄準器。戰役模式可於第二章取得。
- 2010年—：型號為MP5K原型，命名為「MP5K」，拔槍時和空倉重新裝填後玩家角色會使用“HK拍擊”上膛，奇怪地會在1960年代出現。戰役模式中由美國中央情報局特別活動部和美軍援越司令部研究觀察團所使用。在聯機模式時於等級1解鎖，並可使用各類配件進行改裝。
- 2011年—：型號為MP5A2， 命名為「MP5」，拔槍時玩家角色會使用“HK拍擊”上膛，在戰役模式時由英國陸軍特種空勤團、美國陸軍三角洲部隊合金分隊、法國國家憲兵干預組和141特遣隊所使用。在聯機模式時於等級1解鎖，並能使用各類配件進行改裝。此槍在生存模式中也是最早解鎖的武器之一，價格為$2,000。
- 2011年—：型號為MP5KA4，命名為“M5K”，空倉重新裝填後玩家角色會使用“HK拍擊”上膛，為聯機模式中的工程兵可用武器。
- 2012年—：於2018年8月16日加入游戏，型号为MP5SD3，命名为“MP5 SD”，以30发弹匣供彈，重新裝填後玩家角色會使用“HK拍击”上膛。需要在仓库内替换MP7方可使用。
- 2012年—：型號為MP5A3和MP5SD3（裝備抑制器後），命名為「MP5A3」，拔槍時玩家角色會使用“HK拍擊”上膛，只在戰役模式和殭屍模式中登場，戰役模式中由美國中央情報局特别活動部和巴拿馬國防軍所使用，並是玩家一開始就能使用的武器之一。可使用各類配件進行改裝。
- 2012年—《战争前线》：型號為MP5A4与MP5A5，均为工程兵专用武器：
  - MP5A4命名为“H&K MP5”，采用MP5K PDW的折叠式枪托并折叠，同时去除前护木改为战术导轨，枪械顶部加装导轨以安装瞄准镜。使用30发弹匣供彈，作为工程兵初始武器，可使用各類配件進行改裝，配件自带迷彩涂装。
    - 雪地迷彩版本可以通过抽奖、生存模式系列地图“冷锋行动”通关奖励箱以及活动获得

  - MP5A5命名为“H&K MP5A5 Custom”，沙色涂装，使用战术导轨护木，并将枪托更换为Magpul生产的CTR枪托。使用30发弹匣供彈，大师级解锁，可使用各類配件進行改裝。
- 2012年—《3》：型號為MP5A3，空倉重新裝填後玩家角色會使用“HK拍擊”上膛，奇怪的是射擊時拉機柄會隨槍栓一同復進，並在打空彈匣後會自動鎖定。
- 2013年—《絕對武力Online 2》：型號為MP5A3，命名為「MP5」。
- 2013年— 《俠盜獵車手V》：型號為MP5A3，命名為「衝鋒槍(SMG)」。在更換彈匣時會使用"HK拍擊"的方式重新上膛。
- 2013年—《2》：型號為MP5A4（預設），命名為「Compact-5」，可在黑市購買後並另外花費改裝，空倉重新裝填後玩家角色會使用“HK拍擊”上膛。另有MP5K可購買雙持使用。Cloaker,Death Sectence難度出現的Medic dozer亦使用此武器。
- 2013年—《3》：型號為MP5K，命名为“Protecter 9mm”，重新裝填後玩家角色會使用“HK拍擊”上膛。
- 2013年—《惡靈古堡：啟示》：型號為MP5A3，命名為「MP5」，裝備有不可用的紅點瞄準器。戰役模式可於第四章取得。突擊模式則隨機掉落或出現在商店，稀有版本名稱為「略奪者」。
- 2014年—《4》：型號為MP5N，命名為「MP5」，空倉重新裝填後玩家角色會使用“HK拍擊”上膛，奇怪的是在射擊時拉機柄會隨槍栓一同復進，並在打空彈匣後會自動鎖定。
- 2014年—《叛亂（英语：Insurgency (video game)）》：型號為MP5KA4，命名為“MP5K”，安全部隊專用武器，空倉重新裝填後玩家角色會使用“HK拍擊”上膛。
- 2015年—：型號分別為MP5KA4、MP5A4和MP5SD5：
  - MP5KA4（裝上槍托後會變成MP5K PDW）命名為「MP5K」，歸類為衝鋒槍，載彈量20+1發，預設配備Trijicon SRS02綠點鏡、延長彈匣（25發）及抑制器，設定為執法機關和罪犯雙方機械師起始武器，可使用各類配件進行改裝。單人模式當中則能夠由主角尼古拉斯·門多薩所使用。
  - MP5A4命名為「M5 Navy」，空倉重新裝填後玩家角色會使用“HK拍擊”上膛，為資料片「大逃亡」新增的資料片獨有武器，歸類為衝鋒槍，載彈量30+1發（造型上為15發彈匣，使用“延長彈匣”改裝後更換為30發彈匣的造型），能夠由執法機關機械師所使用，價格為$60,000。可使用各類配件進行改裝。
  - MP5SD5命名為「M5SD」，空倉重新裝填後玩家角色會使用“HK拍擊”上膛，為資料片「大逃亡」新增武器，歸類為衝鋒槍，載彈量30+1發（造型上為15發彈匣，使用“延長彈匣”改裝後更換為30發彈匣的造型），能夠由雙方所有職階所使用，價格為$60,000。可使用各類配件進行改裝。
- 2015年—《小兵步槍》：有兩種版本，型號皆為MP5SD3，30發可卸式彈匣，一種命名為「MP5SD」，外觀為全黑色。另一種命名為「Golden MP5SD」，外觀上消音器、槍機、板機、彈匣皆為黃金色，則伸縮槍托、護鈑、握把、板機護環皆為黑色。
- 2015年—：登場型號為MP5 MLI，MP5K PDW和MP5SD2，空倉重新裝填後玩家角色會使用“HK拍擊”上膛。
  - MP5 MLI命名為「MP5」，由國家憲兵干預組幹員所使用。
  - MP5K PDW命名為「MP5K」，由特種空勤團幹員所使用。
  - MP5SD2命名為「MP5SD」，由特殊急襲部隊幹員所使用。
- 2015年—：型号为MP5A3，但奇怪的使用MP5SD的枪管，命名为「9毫米冲锋枪」，使用30发弹匣装填并与格洛克手枪共用备弹，重新裝填後玩家角色会使用“HK拍击”上膛。裝上了M203榴彈發射器并最多可携带3发榴弹，但奇怪的不需要扣动扳机即可击发。MOD版本加装全息瞄准镜，独立版本则不安装瞄准镜。
- 2016年—《少女前線》：被設為四星衝鋒戰術人形，可透過工廠製造獲得，外觀為手持MP5A5的女孩。
- 2016年—《殺戮空間2》：型號為MP5A2，命名為「MP5RAS SMG」，配備戰術導軌護木並裝上前握把，以30發彈匣供彈卻有40發。
- 2016年—《逃離塔科夫》：登場型號為MP5A4（預設）和MP5SD5（預設）。空倉重新裝填後玩家角色會使用“HK拍擊”上膛。
- 2017年—：型號為MP5K，可使用各類配件進行改裝，並使用9毫米口徑的子彈。
- 2017年—《Free Fire我要活下去》：型號為MP5A3，命名為「MP5」。
- 2018年—：命名為「MP5」，型號為MP5A5 MLI，為初始槍械之一，可使用各類配件進行改裝。
- 2018年—《5》：型號為MP5A3、MP5SD3和MP5K，空倉重新裝填後玩家角色會使用「HK拍擊」上膛。
- 2018年—《叛亂：沙漠風暴》：登場型號為MP5A2、MP5A3及MP5SD6（A3型使用消音器改裝後），除A2為叛軍使用外其餘為安全部隊專屬武器。空倉重新裝填時更換彈匣後玩家角色會使用“HK拍擊”方式上膛。
- 2018年—《地面部隊》（Ground Branch）：型號為MP5A4、A5、SD5及SD6。
- 2019年—：MP5A3以生銹武器之姿登場，空倉重新裝填時更換彈匣後玩家角色會使用“HK拍擊”方式上膛。
- 2019年—：預設型號為MP5A5，命名為「QQ9」（中國大陸版本為「SMG5」)。空倉重新裝填時更換彈匣後玩家角色會使用“HK拍擊”方式上膛。在多人模式中以「蹲下擊殺30人」解鎖，並可以利用各種配件進行改裝(包括改裝成其他MP5型號以及使用10mm子彈）。
- 2019年—：預設未改裝型號為MP5A5，命名為「MP5」。拔槍時及重新裝填後玩家角色會使用“HK拍擊”上膛。戰役模式中由英國陸軍特種空勤團所使用。聯機模式中為解鎖武器，可使用各類配件進行改裝。
- 2019年—：命名為「MP5」，型號為MP5A5 MLI，可使用各類配件進行改裝，無法使用半自動模式。
- 2019年—《惡靈古堡2》：型號為MP5N，命名為「LE 5」，裝備有不可用的紅點瞄準器。戰役模式需要以S級評價完成困難難度解鎖，彈藥無限。
- 2019年—《明日方舟》：自《水晶箭行動》以後，來自《虹彩六號：圍攻行動》、原法國國家憲兵干預組所屬的近衛幹員Doc使用MP5 MLI作搭配其標誌性的激素手槍的武器。
- 2020年—《決勝時刻：黑色行動冷戰》：預設型號為MP5K，命名為「MP5」。重新裝填後玩家角色會使用“HK拍擊”上膛。戰役模式中由中央情報局特別活動部、蘇聯軍隊和東德軍警所使用。
- 2021年—《嚴陣以待》：型號為MP5A3、MP5A4和MP5/10，分别命名為“MP5A3”、“MP5A2”及“MP5/10MM”，“MP5A3”及“MP5/10MM”裝有KAC戰術導軌護木。重新裝填後玩家角色會使用“HK拍擊”上膛。
- 2021年—《極地戰嚎6》：型號為MP5A3和MP5K（配備SEF扳機，但圖示卻奇怪的是0-1-D樣式），卻可以使用與模組不符的三連發射擊。重新裝填後玩家角色會使用“HK拍擊”上膛。
- 2021年—《蔚藍檔案》：型號為MP5K，栗村愛莉的固有武器「清爽薄荷巧克力」原型。
- 2022年—：型號為HK94A3，命名為“Lachmann Sub”。奇怪地擁有三連發和全自動射擊功能，重新裝填後玩家角色會使用“HK拍擊”上膛。可通過槍管客制化使其擁有類似MP5K的外觀。
- 2023年—《惡靈古堡4 重製版》：命名為「LE5」，於武器商人處購買獲得。傭兵模式的玩家角色之一的漢克的主要武器。
- 2024年—《浩劫殺陣2：車諾比之心》：型號為MP5A3，命名為「Viper-5」，以直彈匣供彈。武器模組採用鏡像佈局（拋殼口及槍機拉柄都在左邊）。奇怪地配備S-E-F扳機組仍額外提供了三發點放模式。

### 動畫
- 2002年—《神槍少女》
- 2004年—《妖精的旋律》：由研究所的守衛及特殊急襲部隊成員所使用。
- 2006年—第一季：型號為MP5A3，由國家社會主義白人團結黨成員所使用。
- 2007年—《DARKER THAN BLACK》
- 2008年—《圖書館戰爭》
- 2009年—《幻靈鎮魂曲》
- 2011年—《未來日記》
- 2012年—《軍火女王》
- 2012年—《Fate/Zero》第二季
- 2016年—《文豪野犬》：型號為MP5A2為特殊軍警以及海外傭兵所用。

### 小说
- 2007年—《SCP基金会》：型号为MP5K-PDW，以编号“SCP-127”的名义出现，为一只由活体组织构成能够自动生成牙齿状弹药的冲锋枪，编级为SAFE级。
- 2014年—《刀劍神域外傳Gun Gale Online》：登場型號為MP5A3及MP5K，由個别GGO玩家所使用。

## 外部連結
- （英文）—黑克勒&科赫官方網頁（页面存档备份，存于）
- （英文）—Modern Firearms—Heckler und Koch MP-5（页面存档备份，存于）
  - Heckler und Koch MP-5k（页面存档备份，存于）
- （中文）—槍炮世界—MP5系列冲锋枪（页面存档备份，存于）